# روبرت كوتس
روبرت كوتس (بالإنجليزية: Robert Coates)‏‏ (6 أبريل 1897 في نيو هيفن، كونيتيكت - 8 فبراير 1973 في نيويورك) صحفي، وروائي، وكاتب من الولايات المتحدة.

## الجوائز
- زمالة غوغنهايم